# Suppositiv
Der Suppositiv (lat. suppositio, 'Vermutung'; vgl. engl. suppose) ist eine Unterkategorie des Modus des Verbs. Er drückt aus, dass der Sprecher ein Geschehen vermutet.
In der Konjugation ist der Suppositiv zum Beispiel im Türkischen vorhanden.
Suppositivfunktion haben im Deutschen die Futurformen, wobei sich dann das Futur I auf die Gegenwart (“Er wird im Stau stehen”) und das Futur II auf die Vergangenheit („Er wird im Stau gestanden haben“) und nicht auf die Zukunft bezieht. Das Wort wohl wirkt verstärkend für eine vermutete Aussage.
Das Futur II des Deutschen ist stärker suppositiv.